# Burgwall Beestland
Bei dem Burgwall bei Beestland, einem Ortsteil der Gemeinde Warrenzin im Landkreis Mecklenburgische Seenplatte, handelt es sich um eine altslawische Höhenburg aus dem 7. bis 9. Jahrhundert. 
Der slawische Burgwall liegt abgeschieden auf einem Bergsporn im Beestlander Forst, gut einen Kilometer westlich des Ortes. Man bezeichnet die Burg auch als Bärenburg. Die Burg hat keine sichtbaren Wälle gehabt und war durch ihre natürliche Schutzlage nur mit Palisaden befestigt. Er diente der umliegenden Bevölkerung als Rückzugsort in Kriegszeiten. Vielleicht war hier auch ein lokaler Fürst der Wilzen ansässig. Der Wallberg hat eine auffällige Ähnlichkeit mit den slawischen Burgen von Ganschendorf und Hohenbüssow, die zur selben Zeit existierten.